# علي غانم
علي سليمان غانم (1963 -) مُهنّدس وسياسي سوري، شغل منصب وزير النفط والثروة المعدنية منذ 2016 حتى 2020.
حاصل على بكالوريوس في هندسة الطاقة الكهربائية من جامعة دمشق، شغل منصب المدير العام للشركة السورية لتخزين وتوزيع المواد البترولية، «محروقات»، بين عامي 2014 و2016، ومدير فرعي دمشق ومحافظة ريف دمشق.